# Krezip

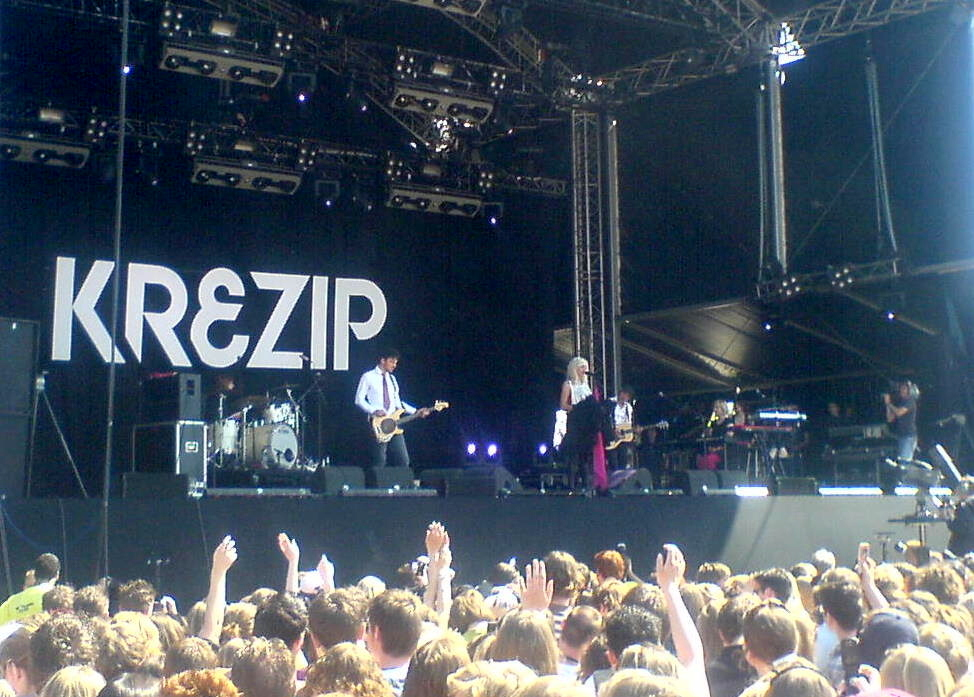
Krezip sur scène.

Krezip est un groupe de rock néerlandais, qui tire une grande partie de son inspiration du groupe belge de rock K's Choice.

## Biographie
Krezip fut formé en 1997 à Tilbourg. Le groupe a explosé en 2000 avec la sortie de son premier single I Would Stay, principalement au Benelux même si la France n'a pas tout à fait été épargnée. Ils connaissaient précédemment un certain succès dans le circuit des clubs, notamment grâce à leur CD démo Run Around.
En 2002, le groupe sort son premier album studio Nothing Less qui reçoit directement un accueil chaleureux aux Pays-Bas et dans le nord de la Belgique. Ce succès ne se démentira plus depuis, que ce soit aux Pays-Bas, en Belgique ou même en Allemagne.
Le 2 octobre 2008, le groupe a annoncé sa décision de se séparer. Leur carrière s'est ainsi terminée par 2 concerts d'adieu au Heineken Music Hall d'Amsterdam, les 26 et 27 juin 2009.

## Membres
- Jacqueline Govaert - née le 20/04/1982 à Tilbourg - chant, piano, productrice
- Anne Govaert - née le 09/12/1983 à Tilbourg – guitare, chœurs
- JanPeter Hoekstra - né le 25/02/1981 à Sneek – guitar, chœurs
- Annelies Kuijsters - née le 11/08/1983 à Tilbourg – clavier, chœurs
- Joost Van Haaren - né le 16/06/1982 à Tilbourg – basse
- Bram Van den Berg - né le 29/09/1982 à Wamel - batterie

## Discographie

### Albums
- Run Around (2000)
- Nothing Less (2002)
- Days Like This (2003)
- That's All Be Unplugged (2003)
- What Are You Waiting For (2005)
- Plug It In (2007)
- Sweet Goodbye (2009)
- Sweet High (2019)

### Singles
- Won't Cry
- I Would Stay (2000)
- All Unsaid (2000)
- Everything And More (2001)
- You Can Say (2002)
- Promise (2002)
- Mine (2003)
- Out Of My Bed (2005)
- Don't Crush Me (2005)
- I Apologize (2005)
- Plug It In & Turn Me On (2007)
- All my life (2008)
- Can't you be mine (2008)
- Sweet Goodbye (2009)
- Lost without you (2019)
- How would you feel (2019)